# Krvava uš
Krvava uš (znanstveno ime Eriosoma lanigerum) je vrsta pravih listnih uši, ki je škodljivec sadnega drevja, predvsem jablan, ki izvira iz Severne Amerike, vendar je danes razširjena že skoraj po vsem svetu.
Krvava uš se hrani z drevesnim sokom, običajno na poganjkih in vejah, kjer se kolonije zaščitijo z vatastimi kosmiči. Telo odraslih žuželk je rjavo rdeče barve, ko pa jo stisnemo se iz nje pocedi rdeč sok, po čemer je dobila slovensko ime. Napadena drevesa so ogrožena tudi zato, ker se na mestih, kjer se hranijo uši pogosto pojavijo rakaste rane. Krvava uš ima na leto od 8 do 10 rodov, skozi celo lepo pa lahko vsaka uš skoti okrog 130 živih mladic. Prezimijo za skorjo na deblu, predvsem pa so zelo rade na koreninskem vratu in na debelejših vejah. Na drevesih se pojavijo spomladi in na začetku poletja, kasneje čez poletje pa jih ni več opaziti. V jeseni se pojavijo krilate oblike, ki lahko odletijo na daljše razdalje in tako ustvarjajo nove kolonije. Nekoč je bila krvava uš zelo pogost škodljivec v slovenskih sadovnjakih, kasneje, ko so k nam uvozili njenega naravnega sovražnika, krvavkinega najezdnika, pa je uš iz sadovnjakov skoraj popolnoma izginila.